# Башкирський театр опери та балету
Башкирський державний театр опери та балету був відкритий у 1938 році. 14 грудня 1938 року відбулася прем'єра опери Джованні Паїзієлло «Прекрасна мірошничка» (башкирською мовою).

## Історія театру
Башкирська оперна студія була створена в 1932 році за ініціативою видатного співака, композитора і громадського діяча Г. С. Альмухаметова в цілях підготовки національних артистичних і композиторських кадрів республіки.
Протягом перших двох років Башкирський оперний театр дав 13 прем'єр, більше ніж півмільйона глядачів відвідали театр. В афіші були представлені твори російської і зарубіжної класики, опери радянських композиторів: «Таємний шлюб» Чимароза, «Фауст» Гуно, «Ріголетто» Верді, «Євгеній Онєгін» Чайковського, «Аршин мал алан» основоположника азербайджанської національної композиторської школи У. Гаджибекова, опери «Єр таргин» казахського композитора Є. Брусиловського і «Качкин» татарського композитора Н. Жиганова та інші.
Першим художнім керівником та головним диригентом театру був — П. М. Славінський, головним режисером і диригентом — Б. Г. Імашев, балетмейстером — Н. Г Зайцев, гол. художником — Н. В. Ситніков, головним хормейстером — Н. А. Болотов.
Основу оперної трупи театру з 1938 року склали випускники башкирського відділення Московської консерваторії (Габдрахман Хабібуллін, Хабір Галімов, Бану Валєєва, Уляна Калініна-Сиртланова, Зайтун Ільбаєва, Валі Галкін, Шагіда Валіахметова). Основа симфонічного оркестру — 18 випускників Уфимського музичного технікуму і музиканти міських кінотеатрів. Першим показаним ними спектакль відбувся 14 грудня 1938 року. Це була опера «Прекрасна мірошничка» — дипломний спектакль, над яким випускники консерваторії працювали 2 роки російською і башкирською мовами.
8 лютого 1940 року на сцені театру відбулася прем'єра першої башкирської опери — «Хакмар» М. Валєєва, а через кілька місяців, у грудні, була поставлена опера «Мерген» А. Ейхенвальда.
У балетній трупі театру в перші роки працювали випускники башкирського відділення при Ленінградському хореографічному училищі, балетного відділення Башкирського театрального училища і група танцюристів ансамблю народного танцю. У числі перших з випускників Вагановського училища були З. Насретдинова, Х. Сафіуллін, Т. Худайбердіна, Ф. Саттаров, Ф. Юсупов, Р. Хафізова, Р. Дербишева. Перша балетна прем'єра театру — «Коппелія» Л. Деліба відбулася в 1940 році.
У роки Німецько-радянської війни в Уфу був евакуйований Київський державний театр опери і балету ім. Т. Шевченко, який сильно вплинув на процес становлення башкирської опери. У складі трупи, яка приїхала до Уфи, були відомий оперний диригент В. Йоріш, режисери М. Смолич і його син Д. Смолич, співаки М. Литвиненко-Вольгемут, І. Паторжинський, З. Гайдай, К. Лаптєв, А. Іванов, Л. Руденко, І. Масленнікова.
У березні 1944 року відбулася прем'єра першого башкирського балету «Журавлина пісня», музика Л. Степанова та З. Ісмагілова, балетмейстер Анісимова, Ніна Олександрівна.
Після війни художнім керівником театру і режисером став Г. Хабібуллін; спектаклями диригували Х. Файзуллін, Л. Інсаров, Х. Хамматов. Тут працювали художники Г. Імашева і М. Арсланов. У театрі виросла ціла плеяда талановитих виконавців. Поряд зі співаками старшого покоління — Г. Хабібулліним, Б. Валєєвою, М. Хісматулліним, М. Салігаскаровою успішно виступали і молодші виконавці: Х. Мазітов, З. Махмутов, Н. Абдєєв, Н. Бизіна, І. Івашків, С. Галімова, Н. Аллаярова та інші. Шлях башкирського балету нерозривно пов'язаний з іменами З. Насретдінової, Т. Худайбердіної, Г. Сулейманової, Ф. Нафікова, М. Тагірова, Х. Сафіулліна, Ф. Саттарова.
Із історією Башкирського державного театру опери та балету нерозривно пов'язане ім'я видатного танцівника XX століття Рудольфа Нурєєва. Чотири роки він займався в балетній студії при театрі (педагоги Зайтуна Бахтіярова та Халяф Сафіуллін). У 1953 році Нурєєв був прийнятий до балетної трупи театру. Саме на цій сцені він зробив перші кроки до світової балетної кар'єри. У партії Джигіта в балеті «Журавлина пісня» Рудольф Нурєєв звернув на себе увагу фахівців під час відомої Декади башкирського мистецтва в Москві в 1955 році і був запрошений на навчання до Ленінградського хореографічного училища. У 1987 році він останній раз був у театрі, приїхавши з Парижа попрощатися з тяжко хворою мамою.
У 1980-х роках балетна трупа театру пережила творчу кризу, пов'язану з відсутністю майстрів балету. Після співпраці з Великим театром і відкриттям у 1986 році Уфимського хореографічного училища відбувся «творчий підйом». У роботі трупи взяв участь видатний хореограф Ю. Н. Григорович, поставивиший в театрі балет «Марна обережність», «Лускунчик», «Дон Кіхот», «Лебедине озеро».
У 2004 році опера Загіра Ісмагілова «Кахим-туря» стала лауреатом Національної театральної премії «Золота маска» в номінації «Краща робота диригента». У 2006 році вистава «Чарівна флейта» В-А. Моцарта у постановці У. Шварца була висунута в трьох номінаціях. «Золота маска» — «За підтримку національного театрального мистецтва» — вручена Президенту Республіки Башкортостан М. Г. Рахімову. У 2007 році на премію претендувала опера Джузеппе Верді «Бал-маскарад» у п'яти номінаціях.
У 2008 році премію «Золота маска» в номінації «За честь і гідність» отримала народна артистка СРСР Зайтуна Насретдинова. За видатний внесок у культурні досягнення Рада міжнародного біографічного центру (Кембридж, Велика Британія) присудила Зайтуні Насретдиновій почесне звання «Міжнародний професіонал». У 2007 році редакційною колегією та творчою радою журналу «Балет» вона була удостоєна призу «Душа танцю» в номінації «Метр танцю». У 2008 році призом «Душа танцю» в номінації «Лицар танцю» нагороджений заслужений артист Росії, народний артист Башкортостану Шаміль Терегулов.
У 2006 році театру присуджена Премія Уряду Росії імені Ф. Волкова в номінації «Кращий творчий колектив». Вона була вручена на VII Міжнародному Волковському фестивалі в Ярославлі, який був відкритий балетом «Аркаїм» Л. Ісмагілової.
У 2008 році колектив симфонічного оркестру успішно виступив на гастролях у Південній Кореї і був удостоєний високої нагороди — копії Корони Корейського імператора.
У 2009 році відкрився Малий зал театру. На ньому були представлені нові вистави: «Любовний напій» Р. Доніцетті, «Вакханалія» К. Сен-Санса, «Вальпургієва ніч» Ш. Гуно, «День народження Кота Леопольда» Б. Савельєва.
Творчі принципи, які формувалися протягом семи десятиліть, живуть і розвиваються. Запорука успіху театру — високопрофесійні творчі колективи. Артисти закладу — лауреати, дипломанти республіканських, російських і міжнародних конкурсів, володарі державних і республіканських премій. Майстри сцени удостоєні почесних звань, серед яких 1 народний артист РФ, 7 — заслужені артисти РФ, 4 — заслужені діячі мистецтв РФ, 15 — народні артисти РБ, 50 — заслужені артисти РБ, 4 — заслужені діячі мистецтв РБ.

## Фестивалі
Починаючи з 1991 року, в Уфі за ініціативи Галини Олександрівни Бельської щорічно проводяться фестивалі оперного мистецтва «Шаляпінські вечори в Уфі», за участю оперних зірок російських і зарубіжних театрів. Ідея виникнення фестивалю пов'язана з оперним дебютом Федора Шаляпіна в Уфі 18 грудня 1890 року (партія Стольника в опері Монюшка «Галька»). У рамках фестивалю на сцені Башкирського державного театру опери та балету виступали народні артисти СРСР Ірина Архипова, Владислав П'явко і Марія Бієшу, артисти з Латвії, Грузії, Німеччини, солісти Большого та Маріїнського театрів, а також музичних театрів Саратова, Самари, Пермі та інших міст Росії. У грудні 2001 року пройшов ювілейний — десятий за рахунком фестиваль. Він відкрився прем'єрою опери Верді " Травіата " на італійській мові.
Із березня 1993 року проходять фестивалі балетного мистецтва імені Рудольфа Нурєєва . Перший фестиваль організований за пропозицією почесного президента комітету танцю Міжнародного інституту театру при ЮНЕСКО, члена Паризької Академії Танцю, Героя Соціалістичної Праці, народного артиста СРСР і РБ Юрія Григоровича і пройшов за участю його трупи «Григорович-балет».

## Будівля театру
Будівля Башкирського державного театру опери і балету є пам'ятником історії та архітектури 20 століття.
Рішення про будівництво будівлі, в якому розміщується театр опери та балету було прийнято в 1909 році. До 50-річчя з дня смерті письменника С. Аксакова, було прийнято рішення побудувати на його честь Аксаковський народний дім.
Збір коштів на спорудження будинку проводився по всій Уфимській губернії, а пізніше — Росії. Велику допомогу у зборі коштів надав тодішній губернатор Уфи О. С. Ключарьов, який не шкодував ні сил, ні часу для особистого збору коштів у заможних осіб Уфимської губернії для спорудження Аксаковського народного дому. Так багач А. В. Кузнєцов скаржився, що губернатор сам кілька разів приїжджав, потім надсилав поліцмейстера, пристава, околодочного і в підсумку він заплатив разів 30.
Було представлено на конкурс 24 проекти. Журі у Петербурзі відібрало кращий проект уфимського архітектора П. П. Рудавського. Інтер'єр будівлі спланував архітектор Бондаренко.
У 1909 році відбулася урочиста закладка Аксаковського народного дому. До 1914 року частина будинку була побудована і в ній розмістили бібліотеку.
Закладена в 1909 році будівля довго будувалася. У 1914 році була завершена цегляна кладка, і будівельники приступили до оздоблювальних робіт. У 1920 році будівля добудували.
Будівля має два фасади, у ньому поєдналися два стилі — з боку вулиці Леніна панує російський класицизм, а з боку вулиці Пушкіна переважає мусульманський, східний стиль. Вхідна частина будинку вирішена у вигляді глибокого балкона-козирка, що спирається на чотири цегляні квадратні колони. Головний фасад на рівні другого поверху має чотириколонний портик і купол зі шпилем.
Після революції 1917 року деякий час у будівлі знаходився госпіталь, потім у підвалі — Драматичний театр і театр ляльок, Театр юного глядача, а з 1928 року розташовувався Палац Праці. У 1938 році будівля була передана Башкирскому державному театру опери та балету.
У 30-ті роки будівлю було добудовано. У роки війни в будівлі розмістилося об'єднання «Башнєфть», а після війни — республіканська рада профспілок та бібліотека.
У 1987 році в будівлі проводилася масштабна реконструкція. Щоб звільнити місця для пам'ятника В. І. Леніну були знесені парадні мармурові сходи (пізніше відновлені). Замість пам'ятника на стіні був розміщений барельєф В. І. Леніну. Зараз на цьому місці — дзеркало. Внутрішні приміщення театру прикрашають великі люстри, створені за ескізами Нестерова.
У будівлі є великий зал під назвою «Грецький». До революції його прикрашали античні скульптури.
Глядацька зала театру розрахована на 716 місць: партер, бельетаж, балкон, галерея, ложа. Опери, які виконуються в театрі башкирською та італійською мовами забезпечуються перекладом на російську мову.
Дві жіночі фігури викувані з міді, Евтерпа, покровителька ліричної поезії і Терпсіхора, покровителька танців, встановлені в 1993 році на будівлі Театру опери та балету. Автор робіт — скульптор Зільфат Рауфович Басиров (1927—2000), народний художник БАРСР.
17 березня 1998 року було відкрито барельєф Рудольфу Нурєєву на будівлі Башкирського державного театру опери та балету. Саме тут Рудольф Нурєєв у 16 років вперше вийшов на сцену. Автор скульптури — В. Лобанов.
До будівлі театру примикає Пушкінська алея. Із 1949 року на початку алеї стояв нині перенесений бюст О. С. Пушкіна. Алея була обнесена чавунними решітками, а щоб на алею не проникали з тваринами на вході стояла металева вертушка.
У червні 2013 року історична будівля театру закрилась на реконструкцію, а 29 грудня 2014 року відкрилася святковим концертом, в якому взяли участь провідні солісти оперної та балетної трупи театру, Ільдар Абдразаков та італійська співачка Барбара Фріттолі.

## Фотогалерея
|                         |                                                             |                                            | |
| Вхід у Малий зал театру | Фасад театру з боку вул. Пушкіна. Барельєф Рудольфу Нурєєву | Фрагмент фасаду театру з боку вул. Пушкіна | Пам'ятна дошка на честь виступу в будівлі театру М. І. Калініна на 5-му Всебашкирському з'їзді Рад у 1923 році |

## Художнє керівництво
- Художній керівник — Платонов Валерій Гнатович, заслужений діяч мистецтв Росії, народний артист Башкортостану, лауреат Національної театральної премії «Золота Маска».
- Художній керівник балетної трупи — Куватова Леонора Сафиївна, народна артистка Росії і Башкортостану, лауреат Державної премії ім. С. Юлаєва.
- В. о. головного хормейстера — Бєлогонова Альфія Рашитовна, заслужений працівник культури Башкортостану
- Головний художник — Арсланов Ріфхат Мухамедович, заслужений діяч мистецтв Росії і Башкортостану, професор
- Художник по світлу — Чариєв Сердар Курбандурдійович
- Режисер — Хісматуллін Марат Магафурович, заслужений діяч мистецтв Башкортостану, професор
- Режисер — Іксанова Айсилу Фатихівна

## Головні диригенти
- Альтерман Ісай Мойсейович — головний диригент і художній керівник Башкирського театру опери та балету (1961—1966)
- Муталов Гайнетдін Хайретдінович (1973—1980)
- Макаров Артем Валентинович (2011—2013 і з липня 2014)
- Аніханов Андрій Анатолійович (2013—2014).

## Балетна трупа
- Куватова Леонора Сафиївна — художній керівник балетної трупи, народна артистка Росії і Башкортостану, лауреат Державної премії ім. С. Юлаєва і премії журналу «Балет» — «Душа танцю»
- Мавлюкасова Гульсіна Галімовна — прима-балерина, народна артистка Башкортостану, дипломант і призер міжнародних конкурсів
- Маняпов Ільдар Ільдусович — прем'єр, заслужений артист Башкортостану
- Сулейманова Гузель Наїлівна- прима-балерина, заслужена артистка Росії, народна артистка Башкортостану, лауреат міжнародних конкурсів, лауреат Державної премії ім. С. Юлаєва та Республіканської молодіжної премії ім. Ш. Бабича
- Фоміна Олена Юріївна — прима-балерина, народна артистка Башкортостану
- Закірова Римма Раїсівна — народна артистка Башкортостану, лауреат премії Міжнародної організації ТюрКСОЙ
- Мухаметов Руслан Радалійович — народний артист Башкортостану

## Оперна трупа
- Кільмухаметов Олег Зуфарович — директор оперної трупи, заслужений артист Башкортостану.
- Орфеєва Ляля Габдуллівна (драматичне сопрано) — народна артистка Башкортостану.
- Аргінбаєва Світлана Робертівна (меццо-сопрано) — народна артистка Башкортостану.
- Никанорова Тетяна Леонідівна (меццо-сопрано) — народна артистка Башкортостану.
- Іжболдін Хамідулла Абдурахімович (драматичний тенор) — народний артист Башкортостану.
- Абдульманов Яміль Абдулахатович (баритон) — заслужений артист Росії та Башкортостану, лауреат міжнародного конкурсу, лауреат премій ім. М. Акмулли і М. Уметбаєва.
- Аскаров Салават Ахметович (бас) — народний артист Росії і Башкортостану, лауреат Державної премії ім. С. Юлаєва.
- Шаріпов Марат Сабітович (бас) — народний артист Татарстану, заслужений артист Башкортостану

## Хореографи
- Григорович Юрій Миколайович — народний артист СРСР, народний артист Башкортостану, лауреат Ленінської і Державних премій СРСР, Герой Соціалістичної Праці, академік
- Грицай Сергій Іванович — заслужений діяч мистецтв Росії, лауреат Державної премії Росії (Санкт-Петербург)

## Трупа
До складу трупи театру у різний час входили:
- Альтерман Ісай Мойсейович — головний диригент і художній керівник Башкирського театру опери та балету з 1961 по 1966 роки.
- Ахмет-Заріпов Марат Агзамович — диригент Башкирського театру опери та балету з 1996 року.
- Башаров Рінат Ахкаметдинович (26 червня 1942 року — 19 вересня 2007 року) — співак. Народний артист РБ (1997). Лауреат Премії. ім. Ф. І. Шаляпіна (1993).
- Бакалейников Анатолій Миколайович — головний режисер театру (березень 1954 — листопад 1957, березень 1960 — листопад 1963).
- Валітова Набіля Габдельхамідівна
- Вощак Ярослав Антонович (1921—1989) — диригент Башкирського державного театру опери та балету з 1982 по 1983 роки.
- Газізова Зайтуна Сабірівна
- Ідрісов Фаріт Фатіхович — народний артист Башкортостану, диригент Башкирського театру опери та балету з 2005 року.
- Ілмар Лапіньш — головний диригент Башкирського державного театру опери та балету з 1983 по 1984 роки.
- Кім Герман Вікторович — заслужений діяч мистецтв Башкортостану, диригент Башкирського державного театру опери та балету з 2001 року.
- Кульков Семен Миколайович — практикант Башкирського театру опери та балету з 1997 по 2009 роки, лауреат Російського арфового суспільства, Конкурсу арфистів у Лондоні (2003), Міжнародного фестивалю юних солістів у Москві (2003), дипломант Другого міжнародного фестивалю-конкурсу арфистів імені Віри Дулової .
- Людмилін Олексій Анатолійович — головний диригент Башкирського театру опери та балету з 2001 по 2003 роки.
- Лютер Роберт Ернестович — головний диригент Башкирського театру опери та балету з 2004 по 2006 роки.
- Муталов Гайнетдін Хайретдинович — народний артист БАРСР (1969), заслужений діяч мистецтв Росії (1980) — перший диригент із башкир, з 1973 по 1980 роки — головний диригент Башкирського державного театру опери та балету.
- Насретдинова Зайтуна Агзамівна — радянська башкирська балерина, педагог. Народна артистка СРСР (1955).
- Нурєєв Рудольф Хаметович — радянський і британський артист балету, балетмейстер.
- Платонов Валерій Гнатович — головний диригент і художній керівник Башкирського театру опери та балету з 1991 по 2001 роки, художній керівник із 2014 року.
- Райцин Оскар Мойсейович — до 1948 диригент, хормейстер театру, один із організаторів Театру опери та балету, хорового товариства БАРСР[10]
- Руттер Валерій Дмитрович — головний диригент Башкирського державного театру опери та балету.
- Сабітов Наріман Гілязетдінович — головний диригент театру (1953—1967)
- Салігаскарова Магафура Галіуллівна — башкирська оперна співачка (меццо-сопрано). Заслужена артистка Башкирської АРСР (1949) і РРФСР (1955), Народна артистка Башкирської АРСР (1951) і РРФСР (1957).
- Славінський Петро Михайлович — головний диригент і художній керівник Башкирського театру опери та балету з 1938 по 1945 роки.
- Терегулов Шаміль Ахмедович — головний балетмейстер Башкирського державного театру опери та балету (1990—2008). Народний артист БАРСР (1985).
- Токарєв Петро Михайлович — народний артист РБ.
- Хамбалєєва Альфія Саярівна — башкирська оперна співачка (драматичне сопрано), Заслужена артистка Республіки Башкортостан (1996).
- Хабібуллін Габдрахман Сулейманович — народний артист БАРСР, РРФСР.
- Чернишова Нонна Олександрівна — концертмейстер оркестру Башкирського театру опери та балету в 1970-90-ті роки.
- Щетиніна Емма Володимирівна — солістка оркестру Башкирського театру опери та балету з 1991 року, Заслужена артистка Башкортостану (2013).
- Якупов Раушан Ахметович — диригент Башкирського театру опери та балету з 1998 року.
- Ільясова Зухра Хамітівна — солістка балету, народна артистка РБ і РТ.

## Музей

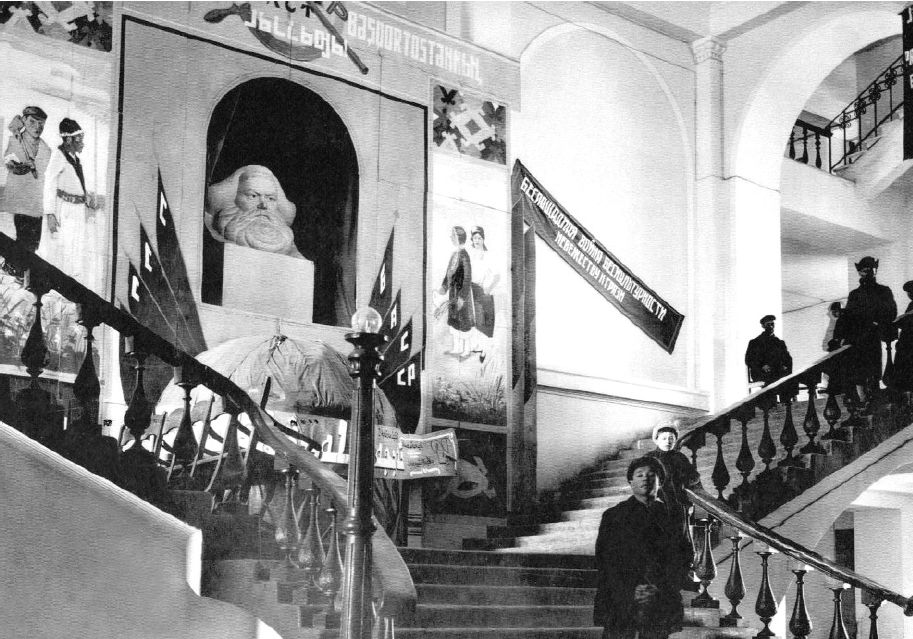
У фоє театру, 1940 рік

На першому поверсі театру розташований музей історії театру. Музей створений в 1993 році за ініціативою директора театру, народного артиста Росії та Башкортостану Радіка Гарєєва.
У музеї представлені особисті речі знаменитих артистів, нагороди колективу, ескізи і макети декорацій, театральні костюми, фотографії та афіші до спектаклів 1930-1970-х років.
До 130-річчя з дня народження Федора Шаляпіна в 2003 році створено стенд, присвячений творчості російського співака.
У виставковому залі «Ермітаж», на другому поверсі театру, знаходиться музей «Рудольф Нурєєв», відкритий в 2008 році до 70-річчя з дня народження знаменитого співвітчизника. Основу експозиції складають 156 артефактів із життя і творчості геніального танцівника XX століття, подарованих театру Міжнародним фондом ім. Р. Нурєєва від імені Уряду Сполученого Королівства Великої Британії.

## Цікаві факти
Із 2010 року видається газета Башкирського державного театру опери та балету «Аксаковський дім». Тираж газети — 999 екз.
Першим тимчасово виконуючим обов'язки директора театру був М. Х. Халімов, а з 11 вересня 1940 року — Тимер-Булат Губайович Імашев, що суміщав обов'язки директора та режисера.